# Jungfrau
El Jungfrau (en alemany: "soltera / verge") és el cim d'un massís muntanyós del mateix nom, ubicada a la regió de l'Oberland al cantó de Berna a Suïssa, amb vistes a Wengen. Els altres dos són els pics Eiger (3970 m) amb la seva famosa cara nord, i el Mönch (4099 m). El Jungfrau és la tercera muntanya més alta dels Alps Bernesos després de la Finsteraarhorn bernesa i el Aletschhorn. El Jungfrau té una alçada de 4.158 m.
El cim de la muntanya fou assolit per primera vegada el 3 d'agost de 1811, pels germans Meyer d'Aarau. A causa del difícil accés, el cremallera del Jungfraubahn ara corre per l'interior de la muntanya, fins a l'estació de tren del Jungfraujoch 3.454 m, el més alt d'Europa.
El tren de la muntanya surt de Kleine Scheidegg, que es pot arribar per tren des de Grindelwald i Lauterbrunnen. El tren entra al túnel que passa cap a l'est a través de l'Eiger poc després de sortir de Kleine Scheidegg.
Va just darrere de la cara nord de l'Eiger, aturant-se a Eigerwand, on hi ha una finestra del voltant de 8 m de llarg i un metre d'alçada, a mitjana alçada de la cara. Les finestres s'han col·locat en els forats utilitzats per extreure de la roca excavada durant la construcció del túnel, i de vegades també s'utilitzen com a punts d'accés per rescatar als escaladors. Aquesta finestra es fa servir per una de les últimes escenes d'una pel·lícula d'espies de Clint Eastwood "The Eiger sanction". Allà es pot baixar del tren per admirar la vista abans que el tren segueix cinc minuts més tard. Després el túnel oest, en direcció a la regió de Jungfrau. Hi ha una segona parada en una finestra mirant a terme sobre la Eismeer ("mar de gel") abans que el tren segueix al Jungfraujoch. El túnel va ser construït entre 1898 i 1912, té uns 7 km de llarg, amb pendents de fins a un 25%. El viatge de Kleine Scheidegg al Jungfraujoch dura aproximadament 50 minuts incloent-hi la parada al Eigerwand i Eismeer; el viatge de tornada cap a baix, tarda només 35 minuts.

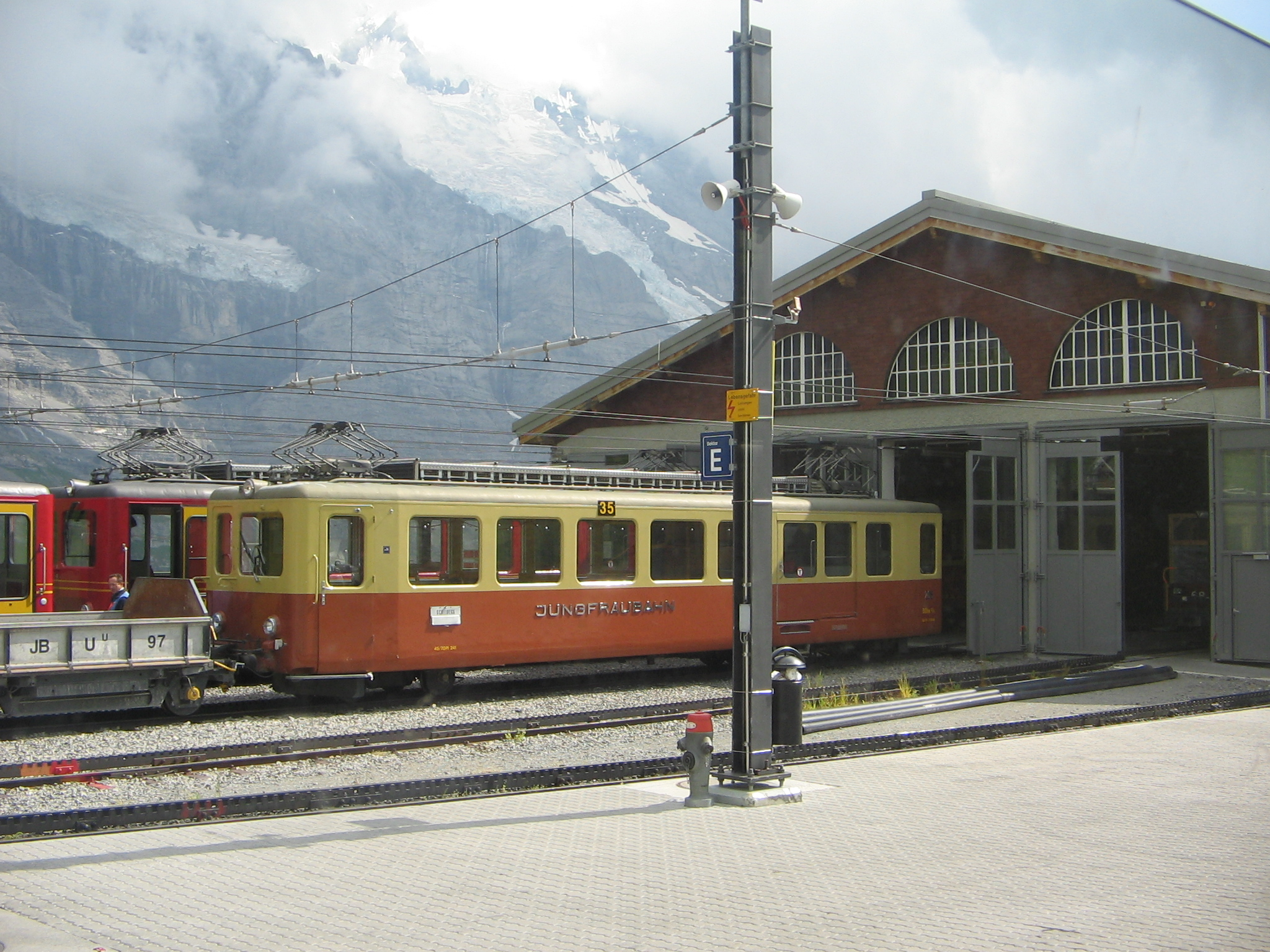
Estació de Kleine Scheidegg

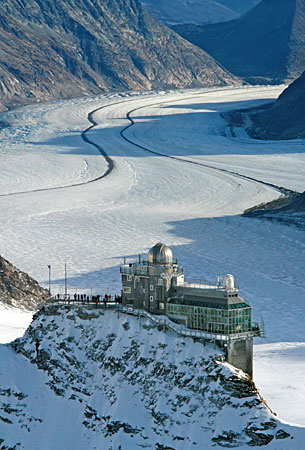
El Jungfrau i l'observatori Sphinx

Un gran complex de túnels i edificis s'han construït al Jungfraujoch, en la seva majoria en el costat sud del Mönch. Hi ha un hotel, dos restaurants, un observatori, una estació de recerca, un petit cinema, una escola d'esquí, i el "Palau de Gel", amb una col·lecció d'escultures de gel. Un altre túnel condueix al esterior, en una zona coberta de neu, on es pot caminar al voltant i mirar cap a baix a la Konkordiaplatz i la glacera Aletsch, així com les muntanyes que l'envolten.

## Història de l'escalada
El cim de la muntanya fou assolit per primera vegada el 3 d'agost de 1811, els germans Meyer d'Aarau, fills de la topograph JR Meyer. Van ser acompanyats per dos caçadors d'isards de Valais, que van ser probablement Volker A. i J. Bortis. En primer lloc, havia d'arribar a la Aletschfirn (a l'oest de la Glacera Aletsch), on es va establir un campament base, al nord de la Aletschhorn. Després de 3 dies de pujada varen arribar al cim.
El seu ascens va ser discutit i van decidir repetir-ho l'any següent al setembre. Ells van usar la ruta normal i, per demostrar que havien aconseguit escalar el cim, portaren una bandera amb ells.
Abans de la construcció del túnel ferroviari Jungfraujoch, l'enfocament de les glaceres en el costat sud és molt llarg. La primera ruta directa des de la vall de Lauterbrunnen va ser inaugurat el 1865 pel Sr G. Young, George H. Brooke amb la guia C. Almer. Havien de dur amb ells a les escales de mà per creuar les nombroses esquerdes en el flanc nord. Aquesta ruta es va convertir en un habitual fins a l'obertura de la Jungfraujoch.

## Jungfrau i el Turisme

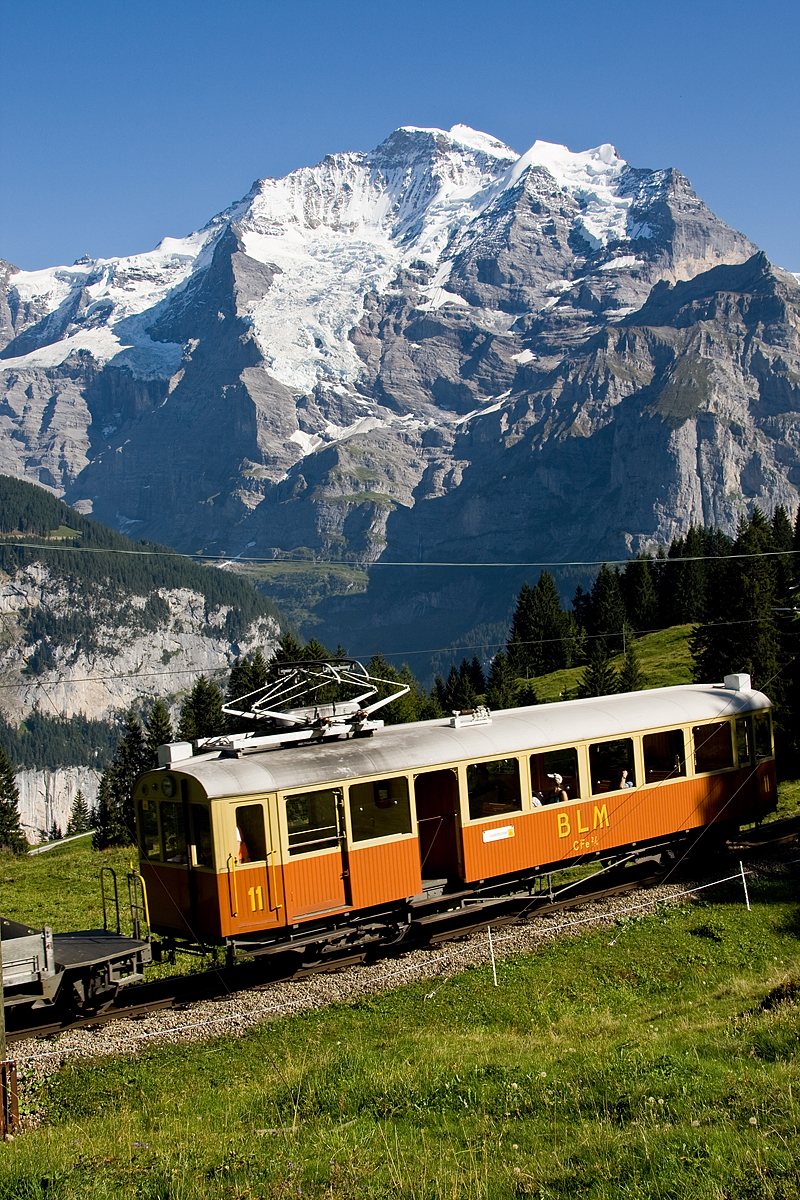
El Jungfrau vist des de Mürren

Tot i el difícil accés, el cremallera del Jungfraubahn corre a l'interior de la muntanya, fins a l'estació de tren del Jungfraujoch a 3.454 m, el més alt d'Europa. El Jungfraujoch és el pas més baix entre el Mönch i Jungfrau.
La idea d'un túnel ferroviari en el Jungfraujoch va entrar en la ment d'Adolf Guyer-Zeller el 1893,perquè la glacera al sud era una de les zones més accessibles. Però la construcció del túnel va tardar 16 anys i l'estació del cim no es va obrir fins al 1912. L'objectiu era, de fet, per arribar a la cim del Jungfrau amb un ascensor a l'estació de tren més alta en l'interior de la muntanya. El projecte complet es va complir a causa de l'esclat de la Primera Guerra Mundial
El tren de la muntanya arriba fins a l'estació de Kleine faludow, que arriba des de Grindelwald i Lauterbrunnen. El tren entra al túnel que passa a l'est a través de l'Eiger poc després de sortir de l'estació de Kleine Scheidegg. Abans d'arribar a la Jungfraujoch, s'atura durant uns minuts en altres dues estacions, Eigerwand (a la cara nord de l'Eiger) i Eismeer (al costat sud), on el viatger pot fer una ullada a través dels forats excavats. El viatge de Kleine Scheidegg al Jungfraujoch dura aproximadament 50 minuts incloent les parades, el viatge de tornada cap a baix només 35 minuts.
Un gran complex de túnels i edificis s'ha construït al Jungfraujoch, en la seva majoria en el costat sud del Mönch. Hi ha un hotel, dos restaurants, un observatori, una estació de recerca, un petit cinema, una escola d'esquí, i el "Palau de Gel" amb una elaborada col·lecció d'escultures de gel. L'altre túnel condueix a una terrassa exterior, cobertes de neu, on es pot caminar al voltant i mirar cap a baix a la Konkordiaplatz i la glacera d'Aletsch, així com les muntanyes que l'envolten.
A banda de la Jungfraujoch, moltes instal·lacions s'han construït en les dues valls al nord de la regió de Jungfrau. El 1908, el primer telefèric públic obert als peus de la Wetterhorn, però estava tancada 7 anys més tard. L'Schilthorn Mürren sobre o per sobre de la Männlichen Wengen ofereix bones vistes del Jungfrau i altres cims.